# Lacelle
Lacelle település Franciaországban, Corrèze megyében. Lakosainak száma 136 fő (2022. január 1.). Lacelle Chamberet, L’Église-aux-Bois, Saint-Hilaire-les-Courbes, Tarnac, Viam és Rempnat községekkel határos.

## Népesség
A település népességének változása:
| Lakosok száma | 364  | 221  | 185  | 140  | 127  | 131  | 137  | 136  | 131  | 136  |
|               | 1968 | 1982 | 1990 | 2006 | 2013 | 2015 | 2017 | 2019 | 2020 | 2022 |